# Qendër, Vlorë
Qendër, Vlorë là một xã trong quận Vlorë thuộc hạt Vlorë, Albania. Dân số năm 2005 là 10492 người.